# Сен-П'єрруаз (футбольний клуб)
Футбольний клуб «Сен-П'єрруаз» (фр. Jeunesse Sportive Saint-Pierroise) — реюньйонський футбольний клуб із міста Сен-П'єр. Клуб був заснований у 1950 році, та проводить домашні матчі на стадіоні «Стад Мішель Вольне» місткістю 8 тисяч глядачів. Клуб грає у Прем'єр-лізі Реюньйону, найвищому футбольному дивізіоні острова. «Сен-П'єрруаз» 21 раз вигравав чемпіонат острова, а також 12 разів вигравав Кубок Мартиніки. Клуб також тричі вигравав Кубок Утремер, який розігрується між представниками французьких заморських територій.

## Титули і досягнення
- Чемпіон Реюньйону (21): 1956, 1957, 1959, 1960, 1961, 1971, 1972, 1973, 1975, 1976, 1978, 1989, 1990, 1993, 1994, 2008, 2015, 2016, 2017, 2018, 2019
- Володар Кубка Реюньйону (12): 1959, 1962, 1971, 1980, 1984, 1989, 1992, 1993, 1994, 2018, 2019, 2022
- Володар Кубка Утремер (3): 1990, 1991, 1995